# Bandera de Montornès del Vallès
La bandera oficial de Montornès del Vallès té la següent descripció:
Bandera apaïsada de proporcions dos d'alt per tres de llarg, verda, amb una creu escandinava que es creu en el primer terç, d'amplada 1/9 de l'alt de la bandera i de color vermell, i per damunt una altra creu d'amplada d'1/6 i de color blanc. Al cantó, el castell de l'escut d'altura 1/4 del total, de color groc tancat de vermell.
Va ser aprovada el 26 de gener de 1994 i publicada en el DOGC el 14 de febrer del mateix any amb el número 1860.